# Falkensteinbrücke
Die Falkensteinbrücke ist mit 396 Meter die längste Brücke der Tauernbahn und zählt zu den größten Eisenbahnbrücken Österreichs. Das zweigleisige Bauwerk liegt in Kärnten bei Obervellach, in der Nähe der Burg Falkenstein, und überspannt ein Quertal des Mölltales mit zwei Bögen. Es wurde im Rahmen der Neutrassierung zwischen den Jahren 1971 und 1973 errichtet.
Die Streckentrasse ist im Bauwerksbereich im Grundriss gerade und weist eine Gradiente von 27,62 ‰ in Richtung Schwarzach auf.

## Konstruktion
Die Falkensteinbrücke ist eine Bogenbrücke, bestehend aus zwei geometrisch analogen Bögen mit 120 m und 150 m Stützweite. Die 7,5 m breiten Bögen weisen jeweils einen zweizelligen Stahlbeton-Kastenquerschnitt auf, der in den flachgegründeten Kämpferfundamenten eingespannt ist. Der Bogen mit 150 m Stützweite besitzt bei einer Pfeilhöhe von 46 m eine Querschnittshöhe von 3,0 m im Scheitel und 4,8 m an den Kämpfern auf. Der kürzere Bogen hat eine Pfeilhöhe von 36,8 m und eine Querschnittshöhe von 2,5 m bis 4,0 m.
Der 10 m breite und konstant 2,62 m hohe Überbau aus Stahlbeton besitzt ein durchgehendes Schotterbett. Die drei Bewegungsfugen mit Schienenauszügen sind an den Brückenenden und zwischen den beiden Bögen angeordnet. 
Die Einzelstützweiten des 396 m langen Fahrbahntragwerkes betragen 2 × 19,75 m, 0,55 m, 8 × 15,7 m, 0,55 m, 10 × 15,7 m, 0,55 m, 3 × 24,00 m. Über den Bögen mit 15,7 m Stützweite ist ein vierstegiger Plattenbalkenquerschnitt vorhanden. Die 0,4 m breiten und 1,8 m hohen Balken sind in einem Abstand von 2,0 m angeordnet. In den Vorlandbereichen mit den bis 24,0 m langen Stützweiten ist der Querschnitt durch eine Bodenplatte zum dreizelligen Kastenquerschnitt ergänzt.
Die 2,3 m breiten Brückenpfeiler und 1,5 m breiten Bogenständer besitzen zweizellige Stahlbetonquerschnitte. Sie sind mit den Überbauten und Bögen beziehungsweise Fundamenten monolithisch verbunden. Lager sind nur an den Widerlagern vorhanden.

## Geschichte
Der Baubeginn und die erste Sprengung erfolgte am 30. Juli 1971. Das 1,296 Kilometer lange Baulos „Umfahrung Falkenstein“ befand sich zwischen den Bahnhöfen Mallnitz-Obervellach und Penk. Der neue Abschnitt sorgte für eine Verkürzung der Strecke um 167 m, eine Vergrößerung des Krümmungsradius von 250 m auf 450 m und die Erhöhung der Streckenhöchstgeschwindigkeit von 60 km/h auf 90 km/h. Neben den 48 m langen Gratschacher Viadukts wurden an Kunstbauten der Leutschacher Tunnel (247 m), Falkensteintunnel (67 m) und der Gratschachertunnel (358 m) durch die Errichtung des neuen Abschnittes ersetzt. Insgesamt wurden 59.000 Kubikmeter Fels und Erde bewegt, 28.000 Kubikmeter Beton verarbeitet und 1.580 Meter Fahrleitungsdraht aufgezogen.
Auf der gleichen Strecke steht etwa 1 km weiter bergabwärts die Pfaffenbergbrücke.

## Ausführung
Die Bögen wurden auf einem freitragenden Lehrgerüst durch einen schrittweisen Aufbau des Bogenquerschnittes hergestellt. Der Bau der Brücke dauerte 20 Monate.